# 肯尼迪航天中心
肯尼迪太空中心（英語：Kennedy Space Center）位于美国东部佛罗里达州东海岸的梅里特岛，成立于1962年7月，是美國國家航空暨太空總署（NASA）进行载人与不载人航天器测试、准备和实施发射的最重要场所，其名稱是為了紀念對美國登月任務有推動作用的已故美國總統约翰·肯尼迪。整个场地长55千米，宽10千米，面积567平方公里。场地上还有一个参观者中心，参观者也可以随导游参观。肯尼迪航天中心是佛罗里达州的一个重要的旅游点。同时由于肯尼迪航天中心大部分地区不开放，它也是一个美国国家野生动物保护区。
目前发射指挥所設在39号发射台，这里也是航天器裝配大樓的所在地。在它的西部6千米处有两个发射场，向南8千米处是肯尼迪航天中心的工业地区，那里有许多中心的支援设施和管理总部。其它发射台的發射作業由美国空军的卡纳维拉尔角空军基地指挥。

## 组成部分
肯尼迪航天中心由四个部分组成，工业区、39号发射中心和它的两个发射场LC-39A和LC-39B、飞行器组装建筑物和参观者中心。
除支援设施和管理总部外在工业区内还有国际空间站的太空站制造设备。

### 39号发射台

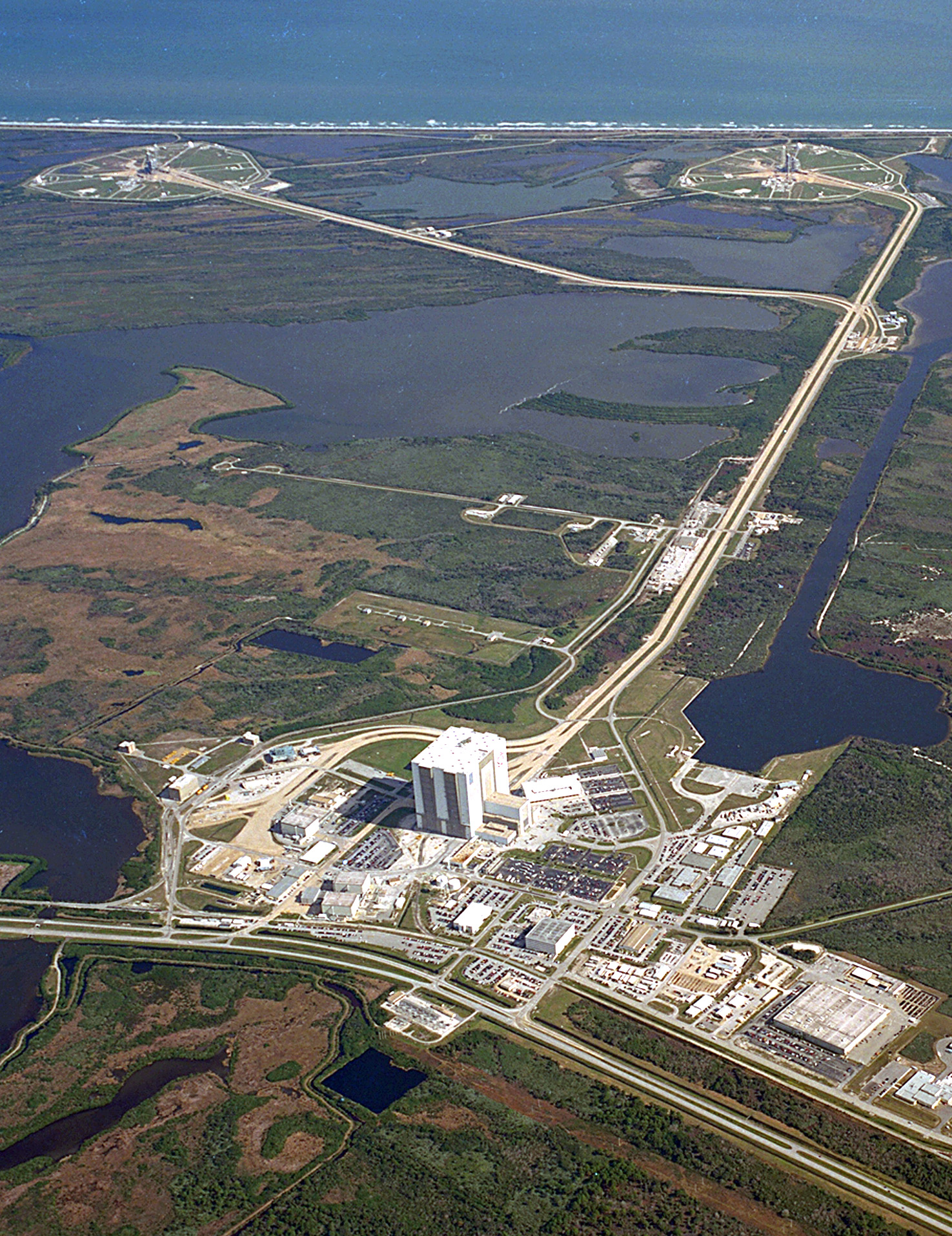
从空中看39号发射台

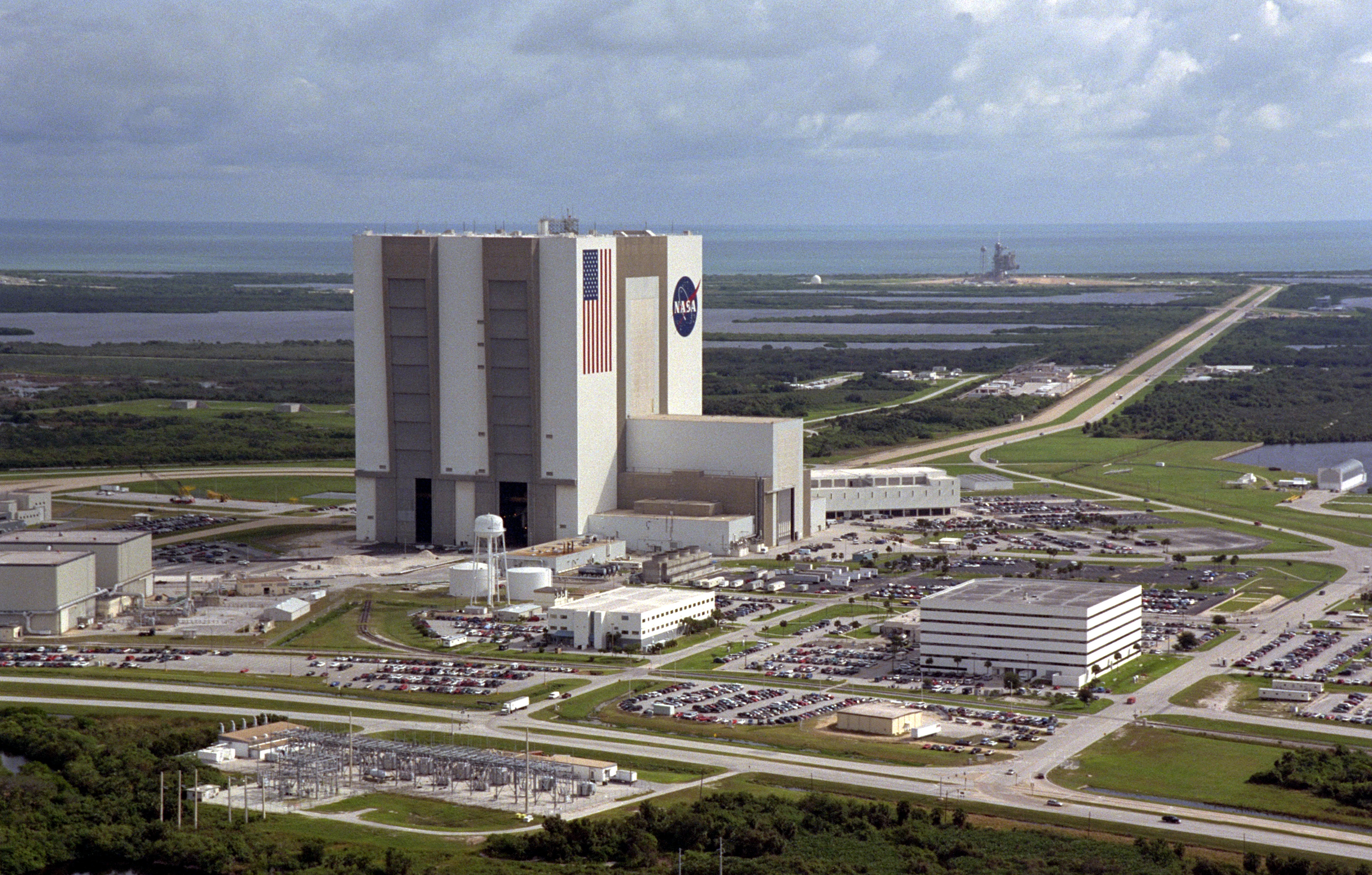
39号发射中心近距离图

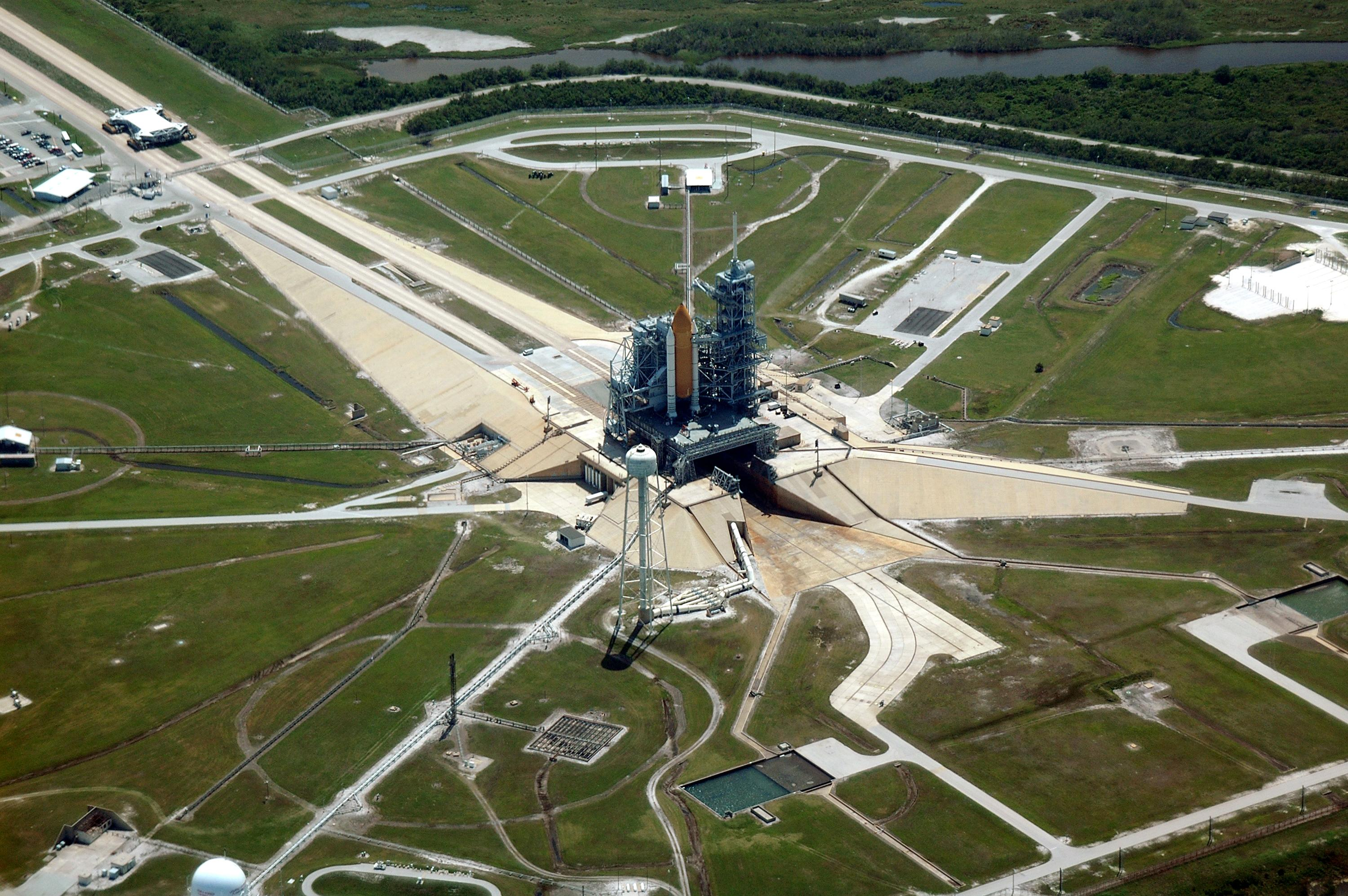
發射台

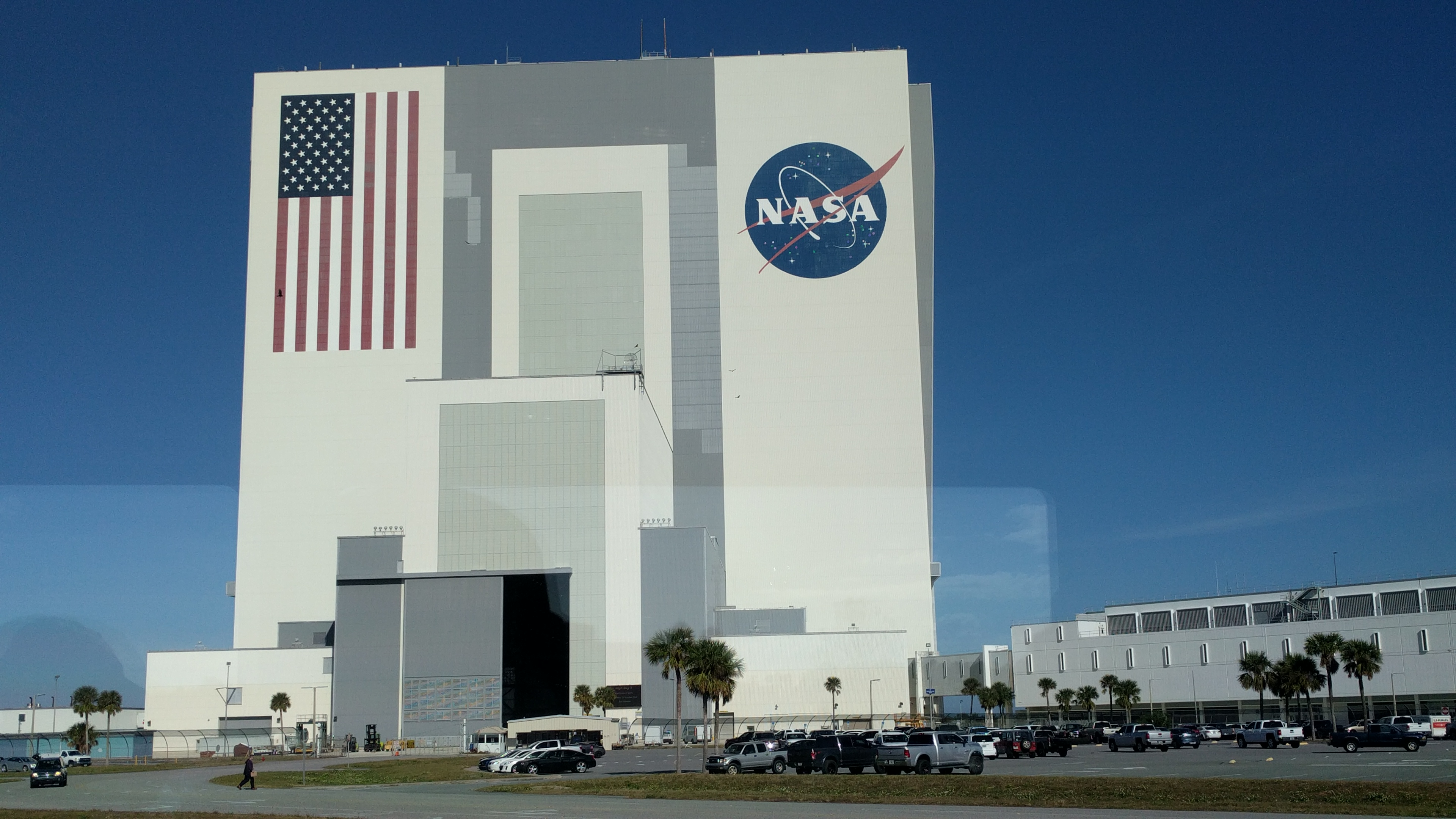
載具裝配大樓（VAB）近距离图

39号发射台一开始是为阿波罗计划建立的。其东部是工场和控制中心。其北边是维护降落的航天飞机的宇宙飞船处理厂。中心的大建筑是航天器裝配大樓，其中有组装过四种不同火箭（包括土星5号运载火箭）和航天飞机的外部燃料箱和推进器的装配。垂直装配间的南边是低的工场建筑。这里有组装航天飞机火箭的设施。整个垂直装配间高160米，面积为218×158米。
装配间内的1号和3号组装台位于装配间的东边，2号和4号位于西边。由于实际上进行的发射次数比计划的要少，2号组装台只被使用过一次，而4号组装台从未被使用过。今天建筑物西部的一边被用作仓库。建筑物的大门有139公尺高，由七个门板组成，每个门板可以单个地向上提起。
1976年庆祝美国建国200周年时建筑物的南墙被画上了一面64×33.5米大的美国国旗。旗上的每个条与一辆公共汽车一样宽。由于建筑物内没有空调装置，过去外面阴雨时建筑物内的顶部会形成雨云，后来建筑物内加入了抽干器后这个问题才被解决。
从垂直装配间有两条通向发射场A（在南边）和发射场B（在北边）的5.6千米长的路。这两条路是给运输组装好的火箭或航天飞机的运输车用的。肯尼迪航天中心共有两辆运输车，每辆重2,721吨，载物面积为40×35米。它们是世界上第二大的可转向的履带车。它们的速度为1.6千米/小时，因此从组装建筑物到发射场它们需要5小时的时间。对当时的技术来说将110公尺高的土星5号火箭站立着送到发射场，而且还克服了5%的坡度爬到发射场上，是非常了不起的技术成就。
該发射台包括：
- 載具裝配大樓（VAB），一個130,000,000立方英尺（3,700,000立方）的機庫，竣工時，VAB 是世界上體積最大的建築；[6]
- 一個能夠沿履帶運送5,440噸貨物到兩個發射台中的任何一個的運輸車；
- 一個446英尺（136）的移動服務結構，具有三個移動發射平台，每個平台包含一個固定發射臍帶塔；
- 發射控制中心；
- 新聞媒體設施。

#### LC-39A和LC-39B发射场
39(LC-39)发射场最初是為土星5号建造的，用於阿波羅載人登月計劃。自1972年阿波羅計劃結束以來，每一次NASA載人太空飛行都會使用LC-39發射，包括Skylab（1973年）、阿波羅-聯盟號測試項目（1975年）和穿梭機計劃（1981-2011年）。
LC-39A和LC-39B被交替使用，它们就在大西洋岸边几米的地方。它们互相之间的距离为2.7千米。今天的航天飞机比当时的土星5号火箭低得多，因此它们被裁短了。今天它们的高度为81.3米（避雷针没有算入）。
为了防止整个设施和正在起飞的航天器被发射时所造成的声波摧毁，在起飞后几秒钟内向发射场的下部喷射一百多万立升水。虽然如此在土星5号发射时约20千米以外的泰特斯维尔还常常有窗户被震破。发射场东北和西北角上是圆柱体的氢和氧燃料仓，每个仓可以容纳330万立升冷凝液态的燃料。为了防止爆炸的危险，航天飞机的外部燃料箱在起飞前不久才會被裝滿。

### LC-48綜合发射场

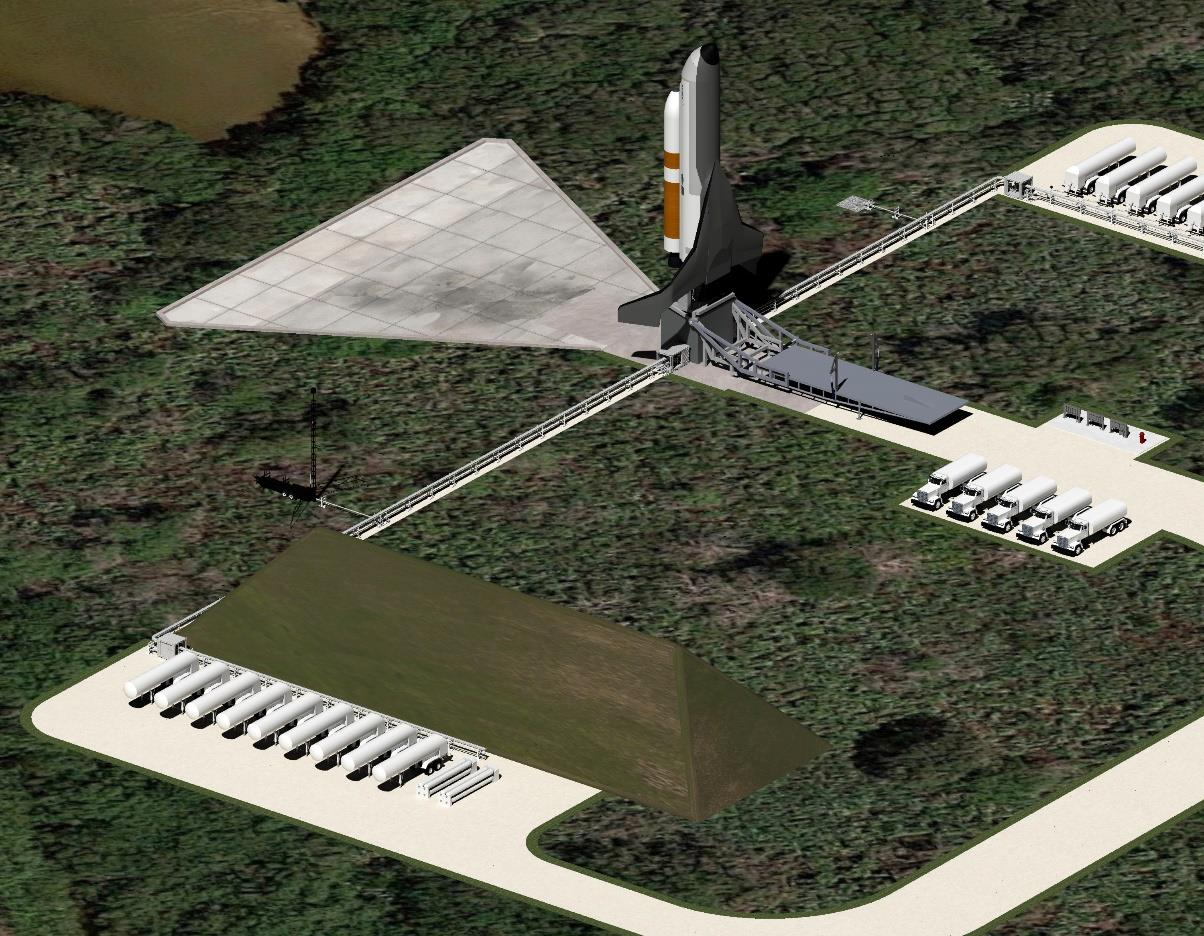
A rendering of Boeing's XS-1 Phantom Express launch vehicle on LC-48

LC-48綜合发射场是一個正在建設的小型發射器和航天器的多用途發射場。它將位於LC-39A的北邊，南邊是SLC-41。LC-48 將被建造為“潔净墊”，以支持具有不同推進劑需求的多個發射系統。雖然最初只計劃有一個墊子，但該綜合體能夠在以後擴展到兩個。

### 航天飞机着陆设施
航天飞机着陆设施位于组装建筑物西北约3.2千米处，它主要由一条4572米长和91米宽的跑道组成。通过一条柏油路它与宇宙飞船处理厂相连。假如航天飞机不在肯尼迪航天中心降落的话它会被一架波音747背負运送到肯尼迪航天中心，然后直接在跑道上从飞机背上卸下来。

### 参观者中心

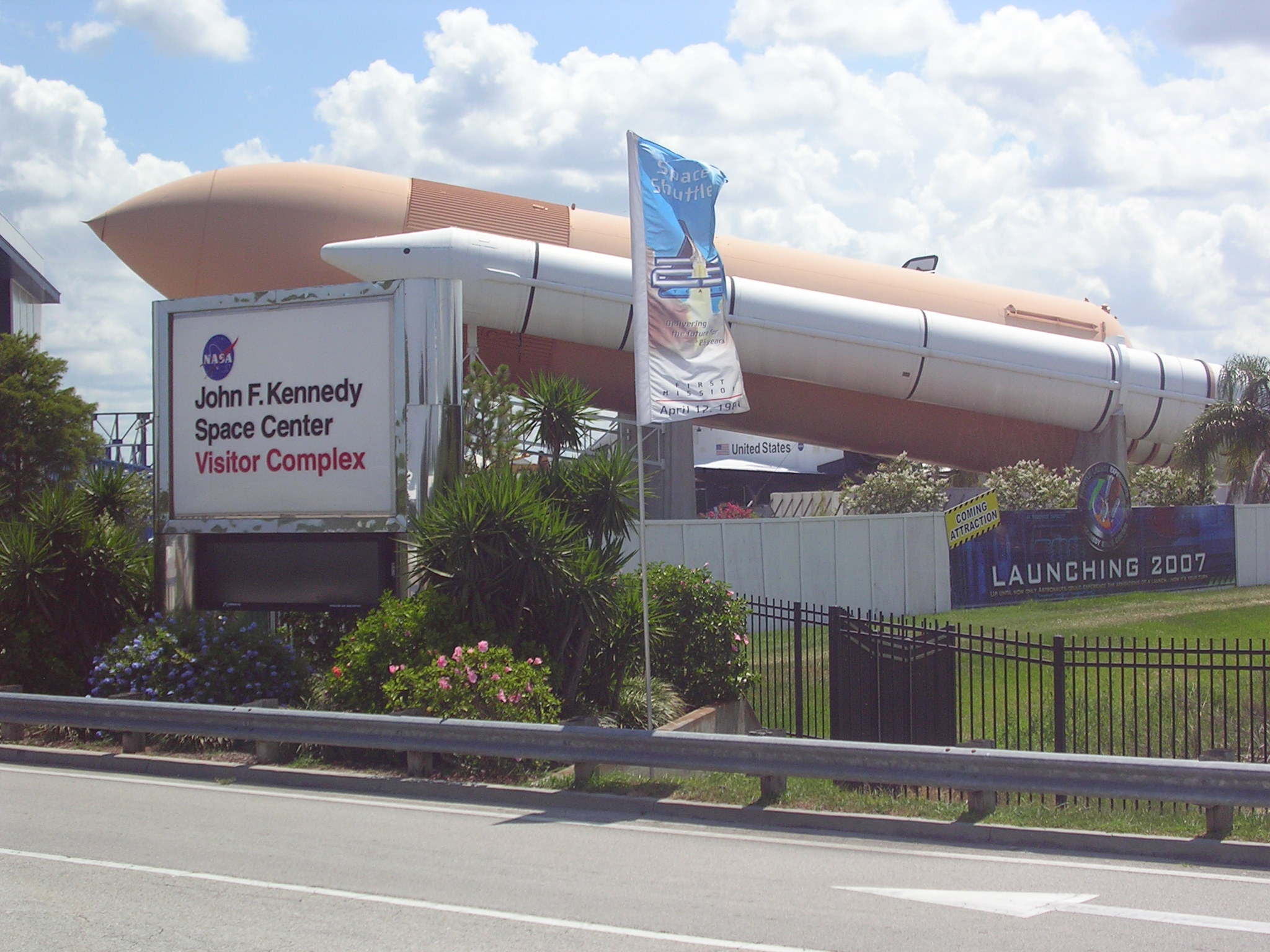
Gate to the KSC Visitor Complex in 2006; Explorer, a Space Shuttle mock-up, is in the background

肯尼迪航天中心参观者中心是一个私人企业，它的運作不依靠美国政府资助。它包括数个博物馆、两个IMAX电影院和不同的汽车导游来让游客从近处看通常看不到的、不公开的地方。入门票中包括汽车运送到39号发射场的观察点和运送到阿波罗-土星5号中心。这个中心是一个存放着一个重造的土星5号火箭和其它展览品的大博物馆。在这些展览中有一个重建的阿波罗时期的射击训练场，在那里游客可以重新体验阿波罗的起飞，还有一处地方游客可以重新体会阿波罗11号的着陆。
参观者中心还包括两个由宇航员纪念基金会组织的两个设施。其中最显眼的是太空纪念镜（Space Mirror Memorial），这是一块刻有殉职的宇航员的名字的巨大的黑色花岗岩镜。它由一整块光滑的黑色大理石构成，被分为90个更小的区域。24位牺牲的宇航员的名字被分散地刻在花岗岩镜上，在同一场事故中牺牲的宇航员们被刻在同一区域，或者是相邻的区域。附近的大理石墙里记载着这些宇航员的简短生平。另一个由基金会组织的设施是太空教育中心，其中包括为教师提供材料的资料中心等。

## 历史
1949年美国总统哈利·S·杜鲁门在卡纳维尔角设立了实验导弹的联合长距离试验场。这个地方对这样的实验非常有利，因为导弹可以飞向大西洋，而且它比美国其它任何地方离赤道都要近，在赤道附近火箭可以利用地球自转的加速度。美国的第一次亚轨道火箭飞行是在卡纳维尔角获得成功的。
1951年美国空军在巴那那河海军空军基地（Banana River Naval Air Station）附近建立了空军导弹测试中心。苏联的卫星1号发射成功后，1958年美国的國家航空暨太空總署成立，卡纳维尔角被改造为一个重要发射场。木星-C探空火箭、北极星导弹、雷神火箭、擎天神系列火箭、泰坦火箭和民兵导弹都是在这里成功试验的。雷神后来成为今天主要使用的德尔塔系列火箭的基础，德尔塔火箭是1962年7月1日运载電星1號时首次启用的。
登月计划被宣布后卡纳维尔角的操作范围增大扩展到了邻近的梅里特岛上。1962年國家航空暨太空總署开始买地，通过购买它获得了340平方公里，又通过与佛罗里达州的谈判获得了226平方公里。1962年7月这里被命名为发射操作中心。1963年11月为纪念刚刚被刺杀的约翰·肯尼迪总统它被改名为约翰·肯尼迪航天中心。环绕的卡纳维尔角也一度被整體改名为肯尼迪角，但当地人对这个新名字不满，因此1973年它又被改回去了，不過太空中心則確定要維持總統命名。
登月计划共分三个阶段：水星计划、双子座计划和阿波罗计划。水星计划的目标是将人送上地球轨道后再将他们接回来。这个计划于1957年10月开始，使用的是大力神火箭，运载的是水星负荷。一开始的试验使用的是红石火箭，它们将宇航员送到亚轨道飞行，其中包括1961年5月5日艾伦·谢泼德和7月21日维吉尔·格里森的15分钟的飞行。第一位被大力神运载的宇航员是约翰·格伦，他的飞行是在1962年2月20日进行的。

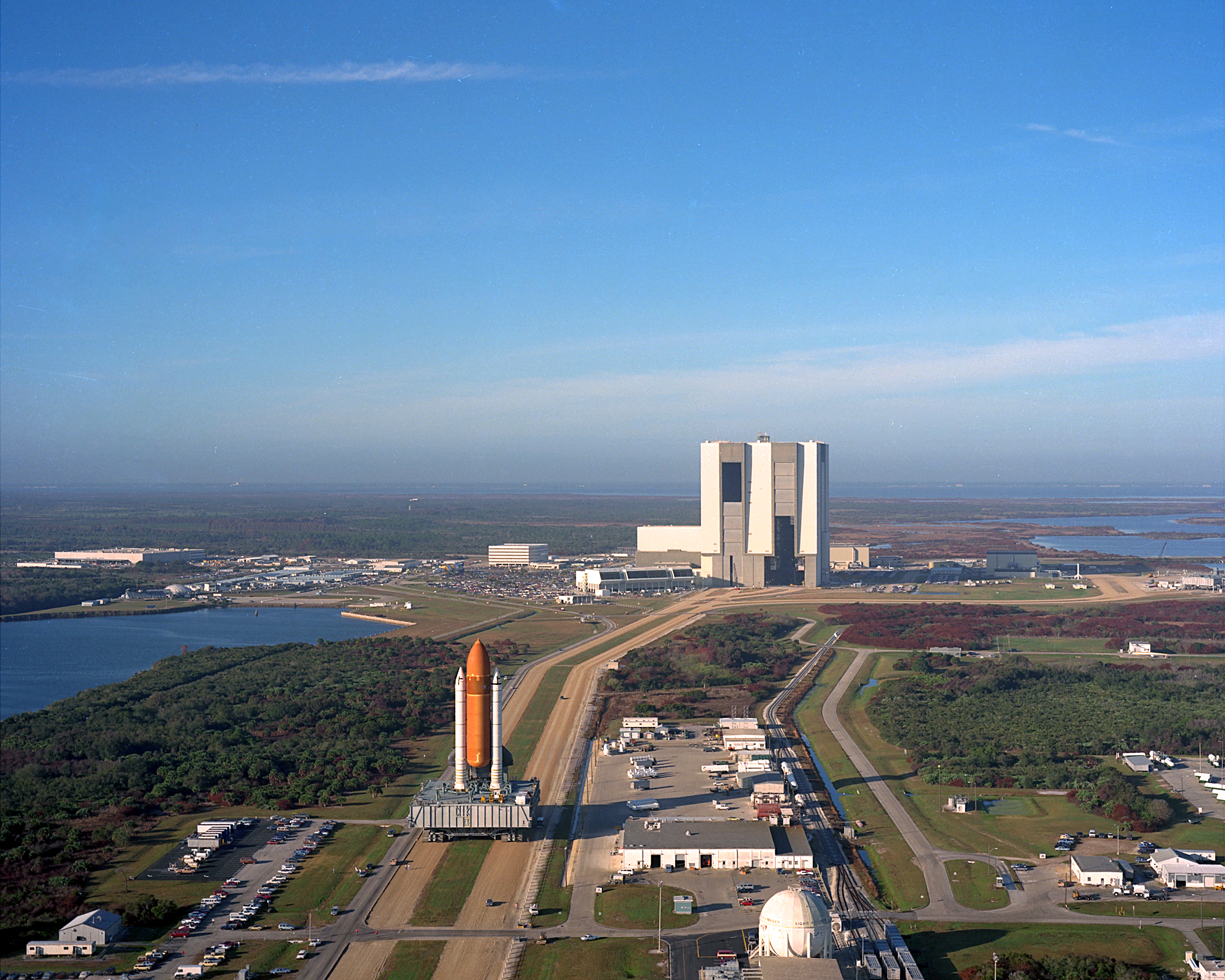
亚特兰提斯号航天飞机正被运往发射场

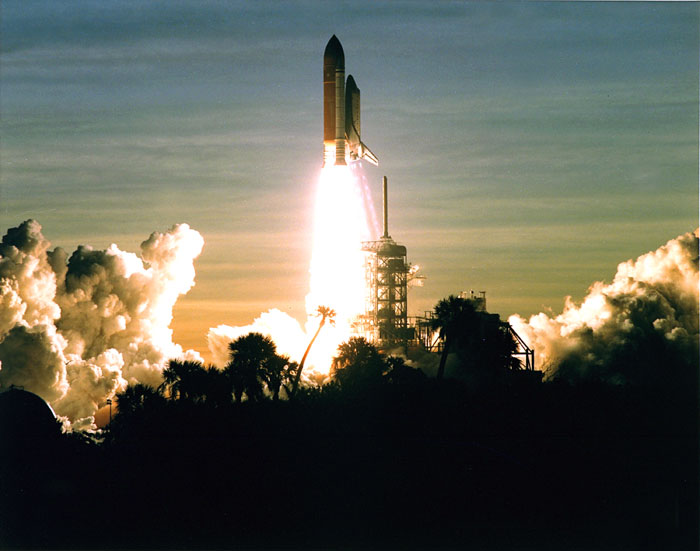
發現號太空梭發射

通过水星计划的经验美国设置了装载两人的双子座运载舱，发射火箭是泰坦二号火箭。第一次双子座发射是在1965年3月23日，宇航员是约翰·杨和弗吉尔·格里森。双子座四号是第一次宇航员登出飞行器的试验，宇航员是爱德华·怀特。从肯尼迪航天中心共起飞过12次双子座飞船。
阿波罗计划使用的是三级的土星5号火箭（高111米，直径为10米），制造厂是波音（第一级）、北美航空工业公司（引擎和第二级）和道格拉斯飞机公司（第三级）。北美航空工业公司还制造了指挥和服务舱，登月舱是由格鲁曼飞机工程公司制造的。IBM、麻省理工学院和通用电气公司提供仪表。
肯尼迪航天中心的新发射中心，39号发射中心共耗费了8亿美元。它包括一个能够同时组装4个土星5号火箭的组装建筑物，一个能够运输5440吨的运输设施，一个136米高的服务结构和一个控制中心。整个建设于1962年11月开始，发射场于1965年10月完工，组装建筑物于1965年6月完工，基础建设於1966年底完成。从1967年到1973年从39号发射中心共发射了13颗土星5号火箭。
39号发射中心启用以前在34号发射中心进行了一系列的土星1号和土星1B的试验。1967年1月27日发生的阿波罗-土星204号（阿波罗1号）的大火造成三名宇航员丧身就是在34号发射中心发生的。
土星5号的试验飞行（阿波罗4号）是在1967年10月30日进行的，第一次载人飞行（阿波罗7号）是1968年10月11日进行的。1968年12月24日和25日阿波罗8号绕月球环绕了10圈。阿波罗9号和阿波罗10号测试登月舱。阿波罗11号于1969年7月16日起飞，7月20日在登月。此后所有的阿波罗飞船都是从肯尼迪航天中心起飞的，一直到1972年12月的阿波罗17号。
空军决定对能够提升重负载的泰坦火箭进一步改进，为此他们在肯尼迪航天中心以南建立了卡纳维尔角空军40号发射中心和卡纳维尔角空军41号发射中心来发射空军的泰坦3号和泰坦4号火箭。泰坦3号的负载与土星1B的差不多，但要便宜得多。这两个发射中心被用来发射间谍、通讯、气象卫星和國家航空暨太空總署的行星探测器。本来空军还打算进行自己的载人飞行，但这些计划后来被取消了。
肯尼迪航天中心在阿波罗计划的同时继续研究非载人火箭。1966年5月30日从卡纳维尔角空军36号发射中心一枚大力神-半人马火箭发射了美国第一颗在月球上软着陆的探测器。此后从这里还发射了另外5颗月球探测器。从1974年到1977年大力神-半人马火箭成为國家航空暨太空總署重负载火箭，用它从借给國家航空暨太空總署的41号发射中心发射了海盗计划和旅行者计划的探测器。后来从这里还发射了美国最强大的不载人火箭，土星4号。
1973年土星5号火箭也是将天空实验室送入轨道的运载火箭。为了适应土星1B的发射，39B号发射场被稍微改变。1973年从这里发射了三次载人赴太空实验室的飞行。1975年从这里发射了阿波罗-联盟测试计划。
肯尼迪航天中心也是航天飞机的发射场和降落地。哥伦比亚号航天飞机是1981年4月12日首次发射的。1986年1月28日挑战者号航天飞机在发射过程中爆炸被毁后到1988年9月29日航天飞机的发射一度中断。
2004年9月，肯尼迪航天中心部分结构被飓风弗朗西丝摧毁。飞行器组装建筑物的南边和东边有一千多块1.2x3米大的瓦片被揭落，使得整个建筑物3700平方米被暴露在外面。航天飞机防热瓦的生产工厂也遭破坏，部分屋顶被揭开，内部受到严重水害。